# 正田貞一郎
正田 貞一郎（しょうだ ていいちろう、1870年3月29日（明治3年2月28日） - 1961年（昭和36年）11月9日）は、日本の実業家。位階は正五位。勲等は勲三等。
日清製粉株式会社社長、東武鉄道株式会社会長、社団法人如水会理事長、貴族院議員などを歴任した。
上皇后美智子の祖父。今上天皇の曽祖父。

## 概要
生家は群馬県館林において「米文」の名で米問屋を営み、明治に入って醤油醸造業に従事した。横浜で外国米輸入商売をしていた正田作次郎の長男として生まれるが、翌年父が風邪をこじらせて26歳で亡くなり、群馬県館林の祖父の下で育てられた。
1884年（明治17年）上京、1887年（明治20年）東京高等商業学校（現・一橋大学）に入学。外交官を志望していたが、卒業直前に家業を担っていた叔父が急逝したことから本家の家業を手伝うことになった。親友の小田柿捨次郎に依頼し、サンフランシスコから製粉機械の輸入を行い、1900年（明治33年）館林製粉株式会社を創立、専務。1907年（明治40年）日清製粉を合併、館林製粉の名前は地方的な名前に聞こえるからと日清製粉の名を残した。本社を東京に移して専務となり、1924年（大正13年）社長、1936年（昭和11年）会長、1949年（昭和24年）相談役。
この間1929年（昭和4年）大日本麦酒の植村澄三郎とともに発起人となり、日本初の製パン用イースト製造会社・オリエンタル酵母工業を発足。また、1931年（昭和6年）日本栄養食料（現日本農産工業）、日清製糸（現アテナ製紙）なども設立した。17年東武鉄道会長。1945年（昭和20年）5月の東京大空襲で日本農産工業社長を務めていた四男・正田順四郎を失う。1946年（昭和21年）7月17日、貴族院勅選議員に任じられ、研究会に所属し1947年（昭和22年）5月2日の貴族院廃止まで在任した。

## 略年譜
『正田貞一郎小伝』243頁「正田貞一郎年譜」より作成。
- 1870年（明治3年）
2月28日 - 横浜に父・正田作次郎、母・幸の長男として生まれる。父・作次郎は結婚後間もなく横浜へ出て外国米の輸入等の商売をしていた。
- 1871年（明治4年）
5月22日 - 父・作次郎、風邪がもとで26歳で急逝する。母とともに郷里の群馬県館林に戻り祖父・正田文右衛門（3代目）の下で育つ。
- 1873年（明治6年） - 正田文右衛門（3代目）、醤油醸造業始める。
- 1875年（明治8年） - 館林西尋常小学校に入学。
- 1879年（明治12年） - 館林西尋常小学校を卒業。
- 1884年（明治17年） - 高等商業学校入学準備のため上京。
- 1887年（明治20年）
7月 - 高等商業学校予科入学。
- 1891年（明治24年）
7月 - 高等商業学校（現・一橋大学）本科三年を卒業、醤油醸造業に従事。
- 1897年（明治30年） - 館林実業談話会を創立。
- 1900年（明治33年）
10月 - 館林製粉株式会社を創立、社長は置かず、専務取締役となる。
- 1901年（明治34年）
5月3日 - 試運転、創立記念日とする。
12月 - 館林製粉会社、臨時総会を開いて役員を改選し初代根津嘉一郎、浅田正文、茂木啓三郎等中央財界に名前の通った人を役員とする。取締役社長に初代根津嘉一郎が就任する。
- 1907年（明治40年） - 東京市小石川区小日向台町（現・文京区）に居を構える。
11月 - 旧日清製粉株式会社を合併。
- 1913年（大正2年）
1月28日 - 初の外遊。
- 1924年（大正13年）
6月 - 日清製粉取締役社長に就任。
- 1929年（昭和4年）
6月 - アメリカ、カナダの製粉業を視察 オリエンタル酵母工業株式会社を創立。
- 1931年（昭和6年）
8月 - 日本栄養食料株式会社創立。
- 1936年（昭和11年）
2月 - 日清製糸株式会社を創立。
8月 - 朝鮮製粉株式会社を創立。以後満州、北支に進出。
12月 - 日清製粉株式会社取締役会長に就任（ - 1947年6月）
- 1937年（昭和12年）
5月 - 朝鮮、満州を視察。
- 1940年（昭和15年）
4月 - 中外興業株式会社創立。
- 1941年（昭和16年）
7月 - 財団法人農産化学研究会創立。
- 1942年（昭和17年）
11月 - 東武鉄道株式会社取締役会長に就任。
- 1943年（昭和18年）
5月 - 社団法人如水会理事長に就任。
- 1946年（昭和21年）
7月 - 貴族院勅選議員になる。
- 1948年（昭和23年）
2月 - 日清製粉会社が過度経済力集中排除法に基づく対象指定を受ける。
- 1949年（昭和24年）
6月 - 日清製粉相談役に就任。社が集中排除法指定対象取り消しとなる。
12月 - カトリック関口教会で洗礼を受ける。
- 1955年（昭和30年）
4月 - 太平食品株式会社創立。
- 1956年（昭和31年）
11月 - 藍綬褒章受章。
- 1959年（昭和34年）
4月12日 - 皇太子（明仁親王）結婚の内宴。
- 1961年（昭和36年）
11月9日 - 永眠、91歳没 葬儀は東京四谷聖イグナチオ教会で日清製粉会社社葬として執行される。正五位勲三等に叙せられ、旭日中綬章を授けられる。墓所は多磨霊園。

## 家族・親族

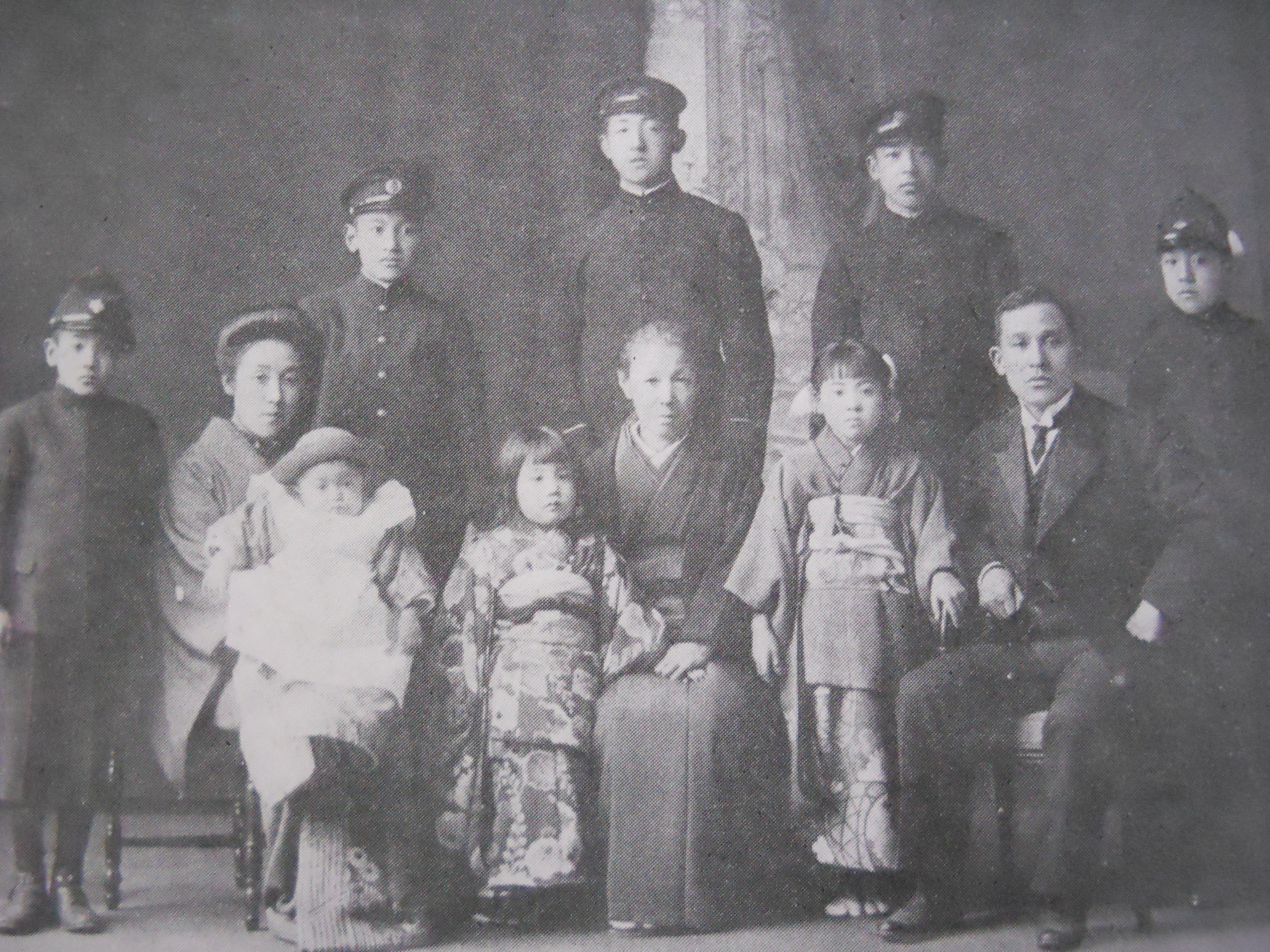
正田家の人々
前列右から貞一郎、二女・勅子、母・幸、三女・祐子、五男・篤五郎、妻・きぬ、四男・順四郎、後列右から三男・英三郎、長男・明一郎、義弟・卓治、二男・建次郎

### 正田家
徳川家の菩提所である群馬県太田市世良田町にある世良田山長楽寺の伝えるところによれば、正田家の祖先は新田義重の家臣生田隼人となっている。天正年間、生田義豊は徳川家康に謁し、新田、徳川の郷土に関する旧記由緒を上申して知行を受け、命により生田を正田と改めた。
後世、世良田にいた正田家の人が館林に移って商人となり、これが館林における正田家の始まりである。それは、延享、寛政の頃といわれ、4代を経て正田文右衛門と称し、以後累代これを襲名した。
正田家は代々「米文」の暖簾のもとに米問屋を家業とし、上州館林および近郊きっての富商であった。「米文」の名声は江戸はいうまでもなく、大阪方面まで聞こえていた。弘化の頃（1844年 - 1847年）には名主の職にあり、名字帯刀を許されていた。
- 祖父・文右衛門（3代）（商人）
1818年（文政元年）7月生 - 1895年（明治28年）3月没
文政元年（1818年）7月に生まれた文右衛門（3代目）は正田家“中興の祖”といわれている[9]。文右衛門は明治6年（1873年）米穀商を辞め、醤油醸造業を始めた[10]。
（貞一郎の）父母は日蓮宗を深く信仰していたので、父の病気が重くなった時、貞一郎を僧侶にしようと祖父に相談したことがあった[11]。その時祖父は屹然として｢貞一郎は私が立派な人間に育てるから心配はいらない｣と答えたという[11]。後年、貞一郎は｢祖父がいなかったら、私は坊さんになっていたかもしれない｣と語った[11]。
- 父・作次郎
1846年（弘化3年）生 - 1871年（明治4年）5月没
上州舘林の人[12]。幼い頃から漢学を修め書道に達し早くも一家をなす。また維新の初めに横浜に移り、外米の輸入を試みる傍ら英学を学んだ。
- 母・幸（長家の長女）
1850年（嘉永3年）生 - 1922年（大正11年）4月没
野州足利付近の小生川の長家の長女として生まれた[13]。長家は代々代官をした格式の高い家柄であった[13]。広大な宅を構え常に名僧、学者、画家、俳人などが食客として出入していた[13]。渡辺崋山なども一時寄食していたことがあった[14]。
- 妻・きぬ（群馬県、正田文右衛門（5代）長女）
- 長女・はる
1898年（明治31年）9月生 -
- 長男・明一郎
1899年（明治32年）12月生 - 1922年（大正11年）3月没
- 二男・建次郎（数学者・大阪大学学長、武蔵大学学長）
1902年（明治35年）2月生 - 1977年（昭和52年）3月没
- 三男・英三郎（実業家・日清製粉名誉会長相談役）
1903年（明治36年）9月生 - 1999年（平成11年）6月没
- 四男・順四郎（実業家・ 日本栄養食料常務、日本農産工業社長）
1906年（明治39年）4月生 - 1945年（昭和20年）5月没
- 二女・勅子（化学者・東京大学名誉教授水島三一郎夫人）
1908年（明治41年）8月生 -
- 三女・祐子（和歌山県、実業家脇村禮次郎夫人。子に脇村春夫）
1910年（明治43年）8月生 -
- 五男・篤五郎（学者・東京大学教授）
1913年（大正2年）10月生 - 没
- 四女・千鶴子
1915年（大正4年）11月生 -
- 五女・和子
1917年（大正6年）7月生 -
- 孫
彬、紘、上皇后美智子、修、水島恵一、水島裕等
- 曽（ひ）孫
今上天皇、秋篠宮文仁親王、黒田清子等